# Acme Aircraft Co
Cet article possède un paronyme, voir Acme Aircraft Corp.
Acme Aircraft Co est une entreprise aéronautique américaine créée à la fin des années 1940 à Torrance, Californie, par Hugh Crawford et C. Roger Keeney, pour construire des monoplaces de course. Au début des années 1950, Acme Aircraft Co a transformé un ou deux Grumman F8F-2 Bearcat en avions civils. Après avoir acheté en 1953 une partie des droits et outillage de Longren Aircraft Co, l'entreprise devient quelques mois plus tard Sierradyne Inc, installée à Los Angeles, CA.